# Pristaulacus gloriator
Pristaulacus gloriator är en stekelart som först beskrevs av Fabricius 1804.  Pristaulacus gloriator ingår i släktet Pristaulacus och familjen vedlarvsteklar. Inga underarter finns listade i Catalogue of Life.